# MMVII (álbum)
MMVII es el título del sexto álbum fonográfico perteneciente a la discografía de Arkangel, legendaria banda latinoamericana de Heavy Metal. Salió al mercado en el año 2008. Publicado en formato CD. En el 2011 fue reeditado por el Centro Nacional del Disco (Cendis). 

## Historia
En el año 2006 grabaron un demo con 5 temas en inglés, en un intento de la banda de incursionar en el mercado anglosajón, pero dicha propuesta fue cuestionada y rechazada por la disquera con quienes estaban en negociaciones para firmar un contrato. La disquera alegó con mucha razón que Arkangel era, y es un grupo de Rock en español y así debería continuar, razón por la cual la banda decidió reestructurar y regrabar los temas en español. A pesar de ello, la firma con la disquera no cristalizó, al decidir la misma contratar a un grupo de otro estilo musical.
Un año después, la banda decide realizar todo el proceso de producción del álbum. Grabaron, mezclaron, masterizaron, y editaron el "MMVII" de forma totalmente independiente, saliendo al mercado en el 2008.

## Temas
Los 5 temas incluidos en el demo en inglés, que no fue publicado son: "Fighting for freedom", "King of pain", "Don't pray for me", "Come with me", y "Beside the victory". Estos temas, tras ser regrabados se convirtieron al español en: "Peleas por libertad", "Rey del dolor", "No ores por mí", "Es así", y "Junto a la victoria", respectivamente. Todos ellos junto a 5 canciones adicionales forman el álbum "MMVII".
Con en el sonido más pesado y crudo que ha visto la historia de la banda, pero manteniendo su esencia, las canciones tratan diversos tópicos del día a día de todo ser humano: la esperanza, la libertad, el existencialismo, la espiritualidad, y el vivir el presente a pesar de las incertidumbres, entre otros. 
"Rey del dolor", de cuyo tema se grabó un video promocional antes de la publicación del álbum, trata de la existencia de la maldad, del odio, latente tras de cada ser humano, causante de todos los males de la humanidad, advirtiendo de la presencia o influencia de un ser inmortal, amo de las tinieblas, detrás de todo ello. "Vencedor" refleja la creencia o costumbre que tenemos de niños de adorar a héroes, y leyendas, presentes en nuestra fantasías, pero que en realidad al final ese héroe o leyenda somos nosotros mismos, y lo son o fueron nuestros padres. Y "Artesano", primer tema de la banda con influencias musicales del folklore venezolano, al incluir un Arpa en la grabación del mismo, tocada por el 'Maestro' Arvelo, padre del guitarrista Carlos Arvelo, es un homenaje a todos aquellos trabajadores de las diferentes artes, no necesariamente artistas, que con su trajinar incansable del día a día, logran crear obras con sus propias manos y esfuerzos.

## Canciones
MMVII
- 01-Peleas por libertad (4:18)
- 02-Rey del dolor (4:52)
- 03-No ores por mí (4:31)
- 04-Es así (3:34)
- 05-Ojos virginales (5:08)
- 06-Presente incierto (5:30)
- 07-Junto a la victoria (5:39)
- 08-Ya no creo en ti (6:43)
- 09-Vencedor (5:04)
- 10-Artesano (4:27)

## Músicos
- Luis González - Vocalista
- Giancarlo Picozzi - Guitarras y coros
- Carlos Arvelo - Guitarras y coros
- Giorgio Picozzi - Batería
- Felipe Arcuri - Bajo y coros

Músicos invitados:
- 'Maestro' Rogelio Arvelo - Arpa en el tema "Artesano"
- Cosme Liccardo - Teclados y coros

## Detalles técnicos
- Estudio de grabación: Vintage Studio, Valencia, Venezuela.
- Masterizado en: Estudio Medio Web, Valencia, Venezuela.
- Ingenieros de grabación y mezclas: Rubén Hernández, y Cosme Liccardo.
- Ingeniero de máster: Rolando 'Rasdub' Torrealba.
- Diseño gráfico: César Balbas
- Producción general: Arkangel, y Fratelli Arcuri Enterprises.